# Križan Vrh
Križan Vrh je naselje u slovenskoj Općini Bistrici ob Sotli. Križan Vrh se nalazi u pokrajini Štajerskoj i statističkoj regiji Savinjskoj. 

## Stanovništvo
Prema popisu stanovništva iz 2002. godine naselje je imalo 74 stanovnika.